# لوبيون
بلدية لوبيون (بالإسبانية: Lupión) هي بلدية تقع في مقاطعة خاين التابعة لمنطقة أندلوسيا جنوب إسبانيا.

## الديموغرافيا
بلغ عدد سكان بلدية لوبيون 1.001 نسمة عام 2011 (وفقاً للمعهد الوطني للإحصاء الإسباني).
| 1.107 | 1.092 | 1.054 | 1.012 | 1.000 | 981 | 1.001 |

## أعلام
- أماليا راميريز